# Con amigos como estos (historieta)
Con amigos como estos es una tira de prensa desarrollada por Manuel Bartual y Manuel Castaño desde el año 2000.

## Trayectoria editorial
Con amigos como estos comenzó a publicarse entre las páginas del suplemento para universitarios Univers del diario Las Provincias en noviembre de 2000. Tras el cierre del suplemento en 2002, la serie pasó a publicarse en portales como La Guía del Cómic o Tebeos.biz y posteriormente en la revista de cómic El Manglar y el periódico de nuevas tecnologías El Singular.

## Argumento y personajes
Con amigos como estos está protagonizada por tres veinteañeros: Álex, artista caradura y ligón de profesión; Fernando, cortometrajista amateur que cambia de trabajo tan a menudo como de ropa interior; y Miguel, el eterno virgen, internauta empedernido y víctima habitual de las bromas de los otros dos.
- Datos: Q5780661